# Józef Bachórz
Józef Bachórz (ur. 20 września 1934 w Lipiu, zm. 20 września 2024) – polski filolog specjalizujący się w historii literatury polskiej XIX wieku, edytor, profesor nauk humanistycznych.

## Życiorys
Syn Alojzego i Marii. Od 1940 do 1947 uczęszczał do szkoły podstawowej w Lipiu, a w latach 1947–1951 do liceów ogólnokształcących nr 2 oraz nr 1 w Rzeszowie (w 1951 ukończył LO nr 1, był też zatrudniony w Strzyżowie jako higienista na kolonii). W czerwcu 1949 został członkiem Związku Młodzieży Polskiej, a w październiku 1953 Polskiej Zjednoczonej Partii Robotniczej. Należał także do Zrzeszenia Studentów Polskich, a w 1954 został cenzorem w Wojewódzkim Urzędzie Kontroli Prasy, Publikacji i Widowisk w Łodzi. Był przewodniczącym Zarządu Wydziałowego ZMP na Uniwersytecie Łódzkim, na którym w 1955 został absolwentem filologii polskiej. We wrześniu 1955 podjął pracę w Liceum Pedagogicznym w Starym Targu (był tam II sekretarzem POP PZPR), a po jego likwidacji został w sierpniu 1957 przeniesiony do LP w Kwidzynie (był członkiem tamtejszego Komitetu Powiatowego PZPR i przewodniczył jego Komisji Ideologicznej), gdzie pracował do 1966. Od kwietnia 1962 do stycznia 1967 zasiadał w Komitecie Wojewódzkim PZPR w Gdańsku. Pełnił też funkcję jego lektora oraz zastępcy przewodniczącego Komisji Wewnątrzpartyjnej. W 1969 uzyskał tytuł doktora.
W latach 1966–1969 pracował w studium nauczycielskim w Gdańsku Oliwie, a następnie (do 1970, jako adiunkt) w Wyższej Szkole Pedagogicznej w Gdańsku. Po jej połączeniu z Wyższą Szkołą Ekonomiczną w Sopocie pracował (do 1973) w Studium przy Uniwersytecie Gdańskim. Od marca 1971 do grudnia 1972 był sekretarzem ds. propagandy i szkolenia w Komitecie Uczelnianym PZPR na UG. W latach 1973–1979 był zastępcą dyrektora Instytutu Filologii Polskiej UG. Od 1974 pracował w Zakładzie Historii Literatury Polskiej XIX wieku na Wydziale Filologiczno-Historycznym UG. Był zastępcą dyrektora Instytutu Filologii Polskiej na WFH UG. Pełnił funkcję I sekretarza POP PZPR przy Wydziale Humanistycznym UG. Wykładał także na Wieczorowym Uniwersytecie Marksizmu-Leninizmu. Od czerwca 1978 do października 1981 ponownie był sekretarzem KU PZPR na UG. W lipcu 1981 był delegatem na nadzwyczajny zjazd partii. W tym samym roku zasiadał w Komisji Naukowej o Literaturze Polskiej Akademii Nauk.
W 1980 uzyskał stopień doktora habilitowanego, a w 1981 docenta. Od 1981 do 1982 pełnił funkcję prorektora UG do spraw dydaktycznych. W latach 1987–1993 pełnił funkcję kierownika Zakładu Historii Literatury Polskiej na tej uczelni. 26 października 1990 uzyskał tytuł profesora nauk humanistycznych. W tym samym roku został członkiem Rady Naukowej Instytutu Badań Literackich PAN. Od 1992 do 1997 zasiadał w Komitecie Nagród Naukowych Premiera RP.
W 2000 przeszedł na emeryturę. Był promotorem ponad 230 prac magisterskich i 10 doktorskich, autorem ponad 200 publikacji, a także redaktorem i współautorem Słownika literatury polskiej XIX wieku. Był członkiem Komitetu Nauk o Literaturze Wydziału Nauk Humanistycznych Polskiej Akademii Nauk i Rady Naukowej Instytutu Badań Literackich PAN oraz członkiem honorowym Towarzystwa Literackiego im. Adama Mickiewicza.
Ożenił się z Mironą Teresą z Rozpędowskich (1939–2024). Ich córką jest Joanna po mężu Wiklirska. Zmarł pięć tygodni po swojej żonie, w dniu 90. urodzin. Pochowany 25 września 2024 na cmentarzu komunalnym w Sopocie (sektor N4-24-4).

## Ordery i odznaczenia
- Krzyż Oficerski Orderu Odrodzenia Polski (5 lipca 2004)[7]
- Złoty Krzyż Zasługi
- Medal Komisji Edukacji Narodowej
- Medal Księcia Mściwoja II (2002)[8]

## Nagrody
- Nagroda Naukowa Miasta Gdańska im. Jana Heweliusza w kategorii nauk humanistycznych (2003)[9]
- Nagroda Artystyczna Gdańskiego Towarzystwa Przyjaciół Sztuki (2005)
- „Sopocka Muza”
- Nagroda Ministra Edukacji Narodowej
- Nagroda Rektora Uniwersytetu Gdańskiego